# HMS Euryalus (F15)
La HMS Euryalus (F15) fue una fragata clase Leander de la Marina Real británica.

## Historia
La Euryalus pertenecía al Batch 1 (Ikara Group) de la clase Leander, compuesta por otras 26 unidades. Su construcción estuvo a cargo de Scotts Shipbuilding & Eng. Co. La puesta de quilla fue el 2 de noviembre de 1961, la botadura el 6 de junio de 1963 y la entrega a la Marina Real el 16 de septiembre de 1964. Su eslora total medía 113,4 m, su manga 12,5 m y su calado 5,5 m. Desplazaba 2860 t a plena carga. Estaba impulsado por dos turbinas de engranajes de 30 000 shp, que le permitían desarrollar 28 nudos de velocidad. Su armamento consistía en un lanzador cuádruple antiaéreo Sea Cat, dos cañones de calibre 40 mm, un lanzamisiles antisubmarino Ikara y un torpedo antisubmarino.
En 1986, patrulló las islas Malvinas junto a la fragata HMS Arrow.
Causó baja el 31 de mayo de 1989.